# Erhard Altdorfer

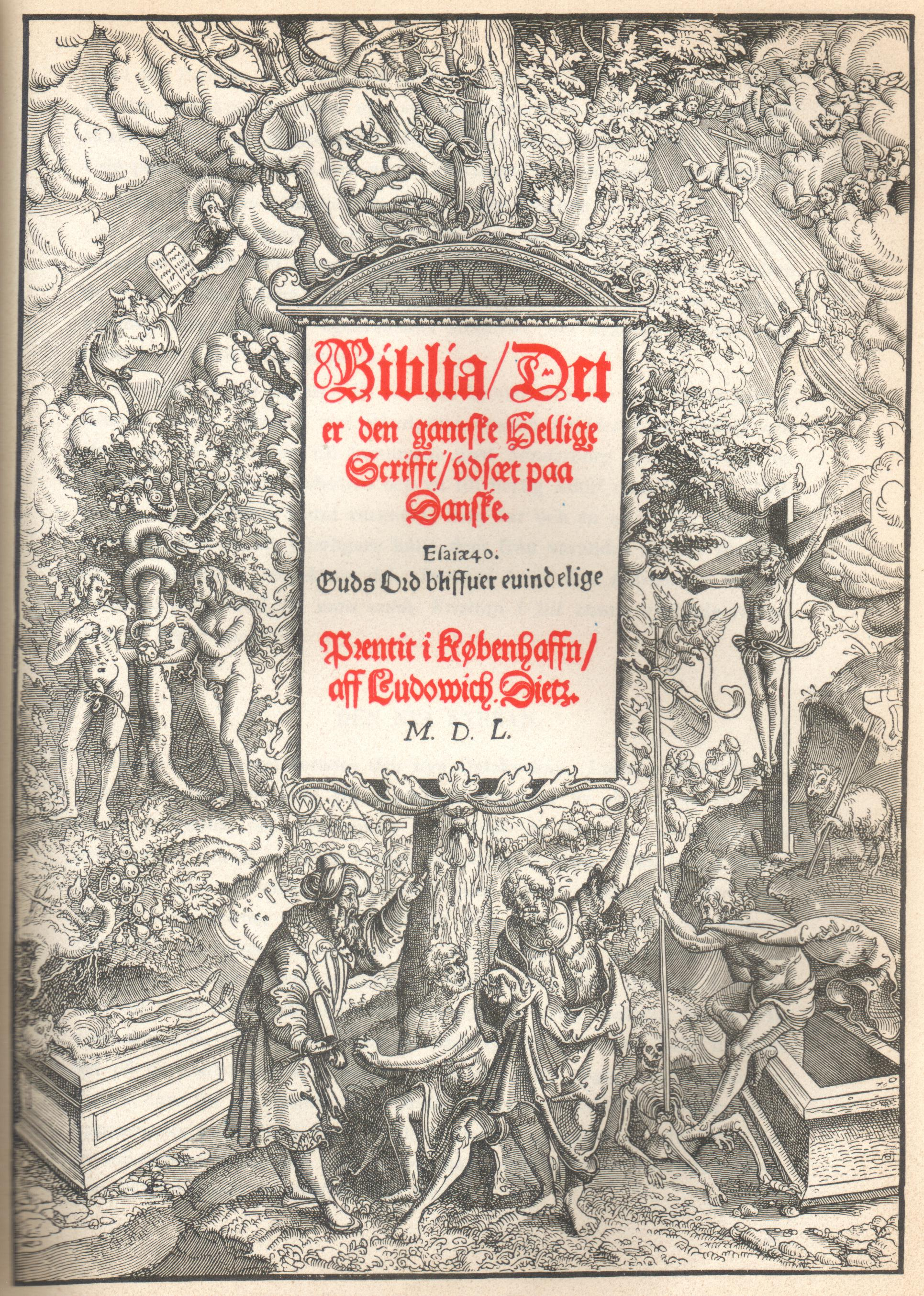
Bible of Christian III.

Erhard Altdorfer (ou Erhart Aldorfer) (1480–1561) foi um impressor, pintor e arquiteto alemão do começo do Renascimento, que trabalhava como pintor da corte em Schwerin.
Erhard Altdorfer era o irmão mais novo de Albrecht Altdorfer. Provavelmente aprendeu com seu irmão e eles começaram um ateliê juntos em 1506. Trabalhou em Klosterneuburg em cerca de 1510. Em 1512, foi para Schwerin, onde o Duque de Mecklemburgo-Schwerin (1479–1552) o escolheu como pintor e arquiteto da corte. Durante uma viagem com o Duque naquele ano, ele provavelmente conheceu Lucas Cranach.  
De 1533 a 1534, suas xilogravuras apareceram na tradução alemã da Bíblia de Johannes Bugenhagen, impressa em Lübeck por Ludwig Dietz (–1559). Em 1552, trabalhou com João Alberto I de Mecklemburgo. 